# Qui-Gon Jinn

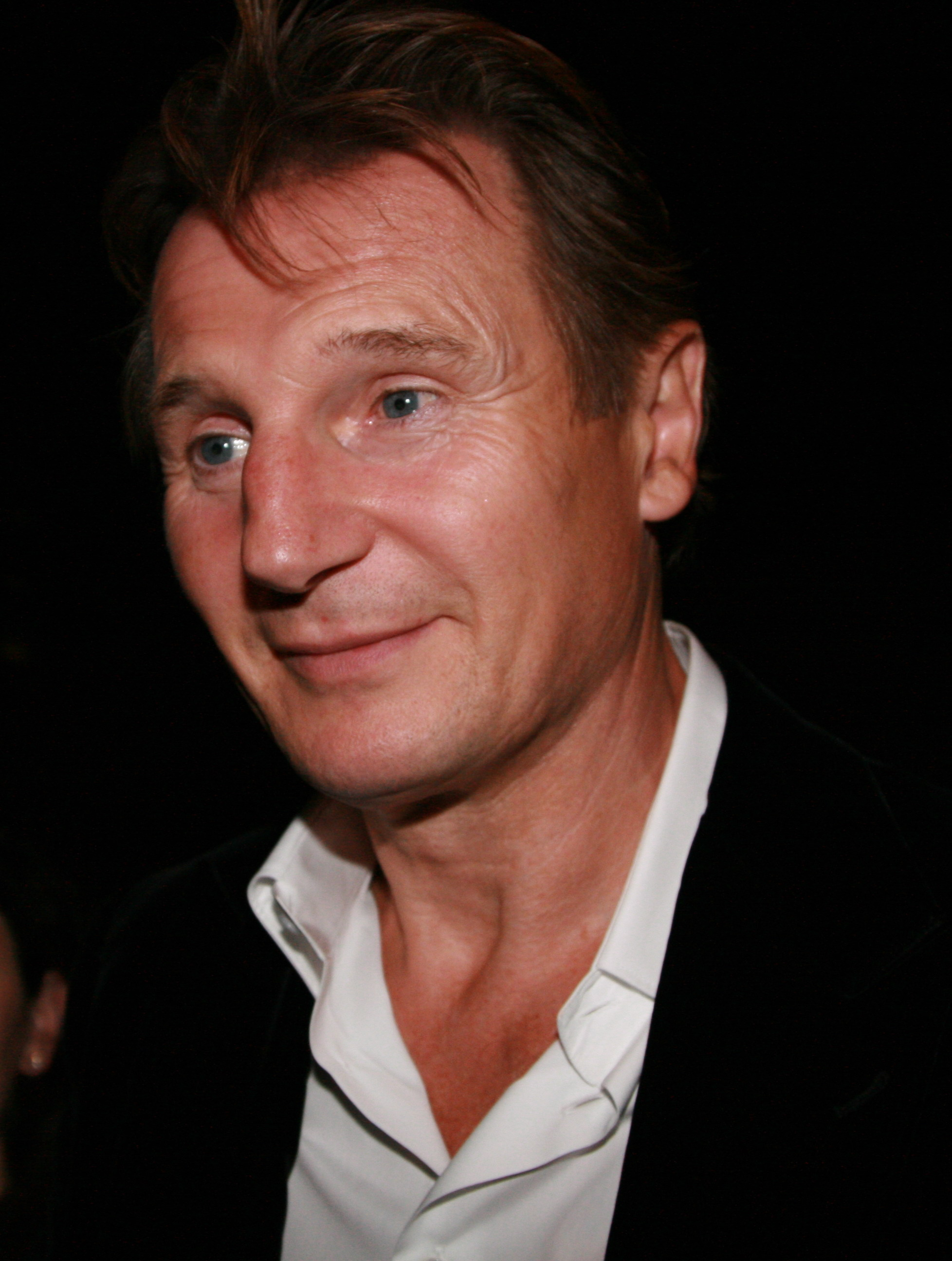
Liam Neeson, l'actor que interpreta a Qui-Gon Jinn

Qui-Gon Jinn és un personatge de La guerra de les galàxies que apareix en l'Episodi I de la saga. Va ser interpretat per l'actor irlandès Liam Neeson. Qui-Gon era un noble cavaller jedi en els temps de l'antiga República. Va ser instruït per una eminència de l'ordre jedi: el comte Dooku. Jinn es va ensinistrar com un home seriós, generós i amable, però també va desenvolupar un criteri propi i certa tossuderia que en la majoria de les ocasions no eren del grat del consell jedi.
Qui-Gon va complir el seu deure amb distinció, lluitant en diversos conflictes i resolent moltes crisis polítiques. Es va alarmar quan va descobrir que la cobdiciosa Federació de Comerç aconseguia un exèrcit propi i que era la mateixa República a la qual ell defensava qui l'hi concedia. Va ser també estret col·laborador del canceller suprem Finis Valorum, a qui va salvar d'un atemptat.
El consell estava convençut que Jinn seria un gran Mestre malgrat la seva ocasional tossuderia, i per això Qui-Gon va prendre com a aprenent padawan el jove noi Obi-Wan Kenobi. Aquest va ser un alumne dòcil i aplicat, demostrant que seria un jedi brillant en un futur, Qui-Gon sabia que a les seves mans tenia un diamant en brut.